# HTMLArea
HTMLArea ist ein webbasierter WYSIWYG-HTML-Editor, dessen Weiterentwicklung mittlerweile eingestellt wurde. Er ist ein von dem rumänischen Programmierer Mihai Bazon in JavaScript programmierter Open-Source-Rich-Text-Editor (RTE), mit dem es möglich ist, in einer WYSIWYG-Oberfläche innerhalb eines Browsers Inhalte, die im HTML-Format hinterlegt sind, zu bearbeiten.
Aufgrund seiner großen Anzahl an Funktionen und seiner Multi-Browser-Kompatibilität dient HTMLArea vielen Content-Management-Systemen, unter anderem TYPO3 (bis Version 7), Mambo/Joomla!, Midgard und Zope sowie dem Wiki Edwiki als Eingabehilfe für Webinhalte. Eine abgewandelte Version steht unter dem Namen XMLArea für das eZ-Publish-Enterprise-Content-Management-System zur Verfügung.
Die Arbeit an HTMLArea wurde anfänglich von der Firma interactivetools.com gesponsert. Erweiterungen wie zum Beispiel die
Tabellenerstellungsfunktion wurden daraufhin aber unabhängig von verschiedenen Nutzern unterstützt.